# Río Sonche
Der Río Sonche, im Oberlauf Río Ventilla, ist ein 69 km langer rechter Nebenfluss des Río Utcubamba in der Provinz Chachapoyas in der Region Amazonas im zentralen Norden Perus.

## Flusslauf
Der Río Sonche entspringt im Osten des Distrikts Granada an der Westflanke der Cordillera Pishcohuanuna auf einer Höhe von etwa 3500 m. Er fließt anfangs 20 km in Richtung Südsüdwest. Anschließend wendet sich der Fluss nach Westen. Er passiert die Orte Molinopampa und Sonche. Bei Flusskilometer 20, etwa 2 km östlich der Stadt Chachapoyas, wendet sich der Río Sonche in Richtung Nordnordwest. Er durchfließt im Unterlauf eine tiefe Schlucht, nimmt bei Flusskilometer 5 noch den Río Yurumarca von rechts auf und mündet auf einer Höhe von etwa 1470 m in den nach Norden strömenden Río Utcubamba.

## Einzugsgebiet
Der Río Sonche entwässert ein Areal von etwa 910 km². Das Einzugsgebiet grenzt im Norden an das des Río Imaza, im Osten an das des Río Tonchima, im Südosten an das des Río Huayabamba sowie im Südwesten und im Westen an das des oberstrom gelegenen Río Utcubamba.